# Unterberger
Unterberger ist ein deutscher Familienname.

## Herkunft und Bedeutung
Unterberger ist ein Wohnstättenname.

## Namensträger
- Alexander Unterberger (1827–1875), russisch-baltischer Tierarzt
- Andreas Unterberger (* 1949), österreichischer Journalist
- Anna Unterberger (* 1985), italienische Schauspielerin
- Betty Miller Unterberger (1922–2012), US-amerikanische Historikerin
- Christof Unterberger (* 1970), österreichischer Cellist und Komponist
- David Unterberger (* 1988), österreichischer Skispringer
- Edith Unterberger (1896–1941), deutsche Ärztin und Sportmedizinerin, siehe Edith Lölhöffel von Löwensprung
- Franz Unterberger (Politiker, 1831), österreichischer Politiker, Kärntner Landtagsabgeordneter
- Franz Unterberger (Politiker, 1870) (1870–1954), österreichischer Politiker (CS), Vorarlberger Landtagsabgeordneter
- Franz Unterberger (Mediziner) (1882–1945), deutscher Gynäkologe
- Franz Richard Unterberger (1837–1902), österreichischer Maler
- Franz Sebald Unterberger (1706–1776), Südtiroler Maler
- Friedrich Unterberger (1810–1884), deutschbaltischer Veterinärmediziner
- Hartwig Unterberger (1934–2019), österreichischer Maler und Bildhauer
- Hasi Unterberger, eig. Josef (1943–2002), österreichischer Koch
- Herbert Unterberger (* 1944), österreichischer Bildhauer
- Julia Unterberger (* 1962), italienische Rechtsanwältin und Politikerin
- Karl Severin Unterberger (1893–1984), österreichischer Bildhauer und Maler
- Klaus Unterberger (* 1962), österreichischer Redakteur
- Marc Unterberger (* 1988), deutsch-österreichischer Fußballtrainer
- Martin Unterberger (* 1967), deutscher Musiker und Komponist
- Michelangelo Unterberger (1695–1758), Barockmaler aus Südtirol
- Paul Simon Unterberger (1842–1921), russischer General und Gouverneur
- Reinhold Unterberger (1853–1920), deutscher Gynäkologe
- Ronald Unterberger (* 1970), österreichischer Filmregisseur, Produzent und Drehbuchautor
- Siegfried Unterberger (1893–1979), österreichischer HNO-Arzt
- Simon Unterberger (1848–1928), russischer Militärarzt, Geheimer Rat
- Stefan Unterberger (* 1974), deutscher Kameramann
- Tina Unterberger (* 1986), österreichische Naturbahnrodlerin